# Microcina tiburona
Microcina tiburona is een hooiwagen uit de familie Phalangodidae.